# Cleyn Venegien

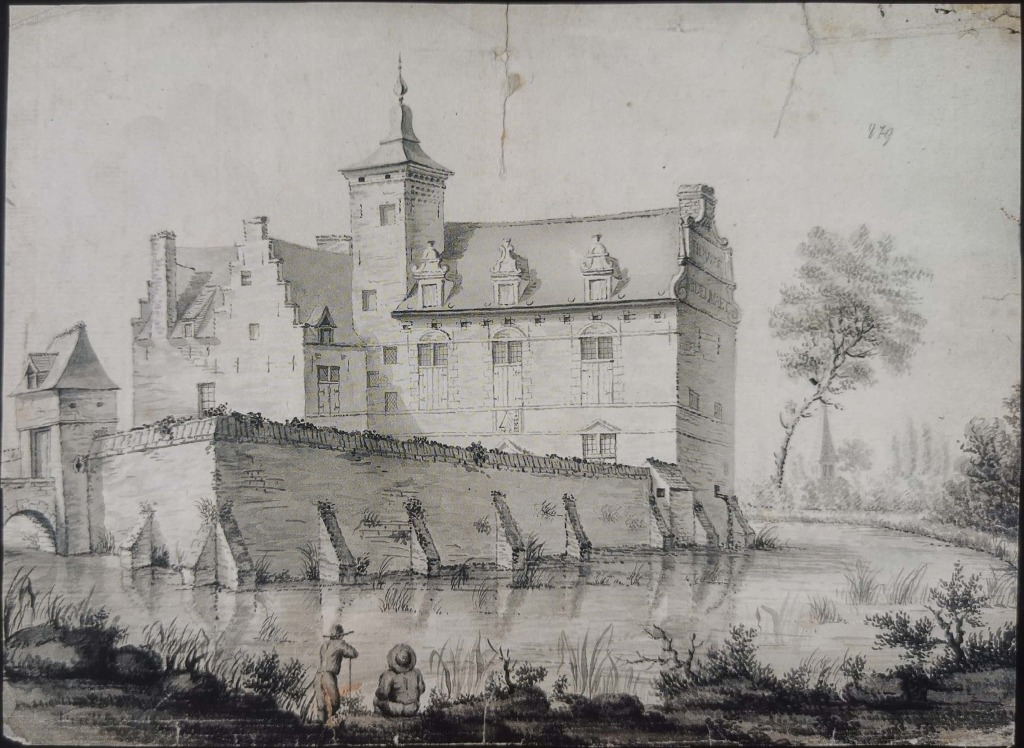
Cleyn Venegien op een anonieme tekening (eind 18e eeuw)

Cleyn Venegien (Klein Venetië) was het buitenverblijf van de Brusselse schrijver Jan Baptist Houwaert in Sint-Joost-ten-Node. Het lag aan de huidige Merinosstraat.

## Geschiedenis
Houwaert verwierf in 1560 gronden aan de Wijngaardberg in Sint-Joost. Toen hij in 1568 werd gevangengezet wegens protestantste sympathieën, werden die aangeslagen met zijn andere bezittingen, maar na een jaar kwam hij vrij en kon hij alles recupereren. Hij breidde het domein uit en bouwde er in 1574 een somerhuys met torentje. In de renaissancetuin legde hij fonteinen aan die werden gevoed door de Maalbeek. In 1578 gaf hij er een militair feest voor aartshertog Matthias, de nieuwe landvoogd.
Van deze geliefde residentie gaf Houwaert een uitgebreide beschrijving in het negende boek van zijn Pegasides pleyn. Hij vermeldt de twee deviezen die hij op de topgevels had aangebracht: KENT U SELVEN en HOUDT MIDDELMATE. In een ander opschrift boven de deur maakte hij zich geen illusies over de vergankelijkheid van zijn paradijsje: 
T'palleys dat wy voor ons gerieven ‘fabriceren’ hier
Sal den tijt naer Godts believen ‘ruwineren’ schier.
Na Houwaerts dood volgden diverse eigenaars elkaar op. In de 18e eeuw werd het gebouw gebruikt door karmelieten en recolletten. Transformaties verminkten het ooit fraaie lusthof en het voorspelde verval bleef niet uit. Uiteindelijk werd het gebouw in de 19e eeuw afgebroken. In de plaats kwam een fabriek van merinostoffen, een slachthuis en ten slotte een school.